# Pješaštvo napada
Pješaštvo napada (njemački: Infanterie greift an) je klasična knjiga o vojnim taktikama u kojoj je njemački general-feldmaršal Erwin Rommel opisao svoje iskustvo iz Prvog svjetskog rata. Pisao je uglavnom o svojim Stoßtruppen (udarnim trupama), tj. njihovim taktikama. Objavljena je 1937., što je pomoglo Hitleru da Rommelu da visok položaj u vojsci, iako on nije bio iz vojne obitelji ili pruske aristokratske obitelji što je bilo uobičajeno kod visokih časnika njemačke vojske. Kasnije je ponovno prepisivana tijekom vremena.  
Rommel je planirao napisati nastavak knjige zvan Tenkovi napadaju (njemački:  Panzer greift an) o tenkovskom ratovanju, sakupljajući dovoljno materijala tijekom Kampanje u Sjevernoj Africi. Umro je prije dovršavanja nastavka knjige.
Rommelova knjiga pisana je iz dana u dan kao časopis njegova eksploatira iz Prvog svjetskog rata, također ju je koristio i Zapad kao izvor za pješačko taktičko micanje. General George Patton bio je jedan od utjecajnijih vojnih vođa koji je pročitao Rommelovu knjigu Pješaštvo napada. Knjiga se spominje u filmu iz 1970. zvan Patton, kada se George C. Scott izdere: "Rommele, ti veličanstveni gade, pročitao sam tvoju knjigu."  Međutim u filmu, Pattonovi pomagači dojave mu da je Rommelov napad u tijeku, a kamera se usredotoči na Rommelovu knjigu iza Pattona na stolu naslovljenu: "Tenkovi napadaju", knjigu koju je Rommel planirao napisati, ali je nikad nije dovršio.
Američka vojska je 1943. izdala svoju verziju Rommelove knjige nazvanu: Napadi (engleski: Attacks), u svrhu za obučavanje američkih časnika.